# Sherman Gay
Pour les personnes de même nom de famille, voir Gay.
Sherman Gay, né le 12 juillet 1982 à Carson en Californie, est un joueur de basket-ball professionnel jamaïcain.

## Clubs
- 2000-2004 :  Université Loyola de Chicago (NCAA)
- 2004-2005 :  Dazzle de Roanoke (NBDL)
- 2005-2006 :  Bourg-en-Bresse (Pro A)